# Luncoiu de Jos
Luncoiu de Jos is een Roemeense gemeente in het district Hunedoara.
Luncoiu de Jos telt 1956 inwoners.